# Helen Leumann
Helen Leumann (Pfäffikon, 7 november 1943 - Meggen, 31 december 2014) was een Zwitserse politica voor de Vrijzinnig-Democratische Partij.De Liberalen (FDP/PLR) uit het kanton Luzern.

## Biografie
Helen Leumann zetelde in de Grote Raad van Luzern van juni 1983 tot maart 1995. Ze zetelde in de Kantonsraad van 4 december 1995 tot 4 december 2011. Van 1989 tot 2001 was ze voorzitster van de kantonnale afdeling van haar partij.